# Fortsas-Auktion

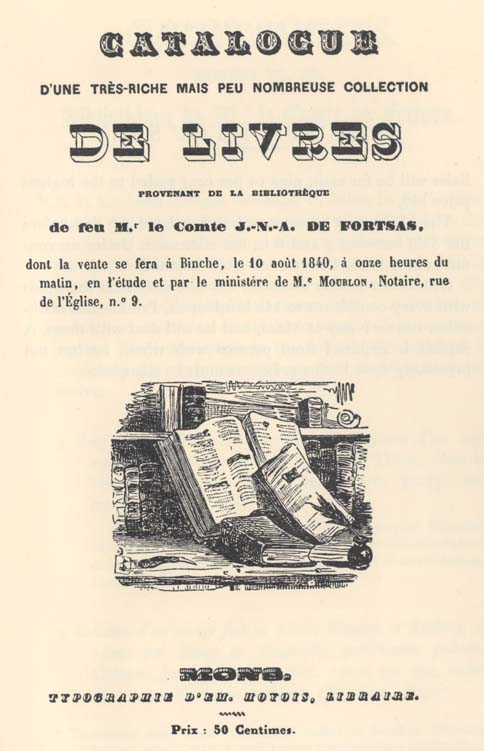
Umschlag des Fortsas-Katalogs

Die Fortsas-Auktion ist ein Vorfall, der sich 1840 in Binche, Belgien ereignete. Während des Sommers erhielten Buchhändler, Bibliothekare und Bibliophile in ganz Europa einen Katalog zugesandt, in dem eine Sammlung seltener Bücher vorgestellt wurde, die versteigert werden sollten.

## Die Versteigerung
Der Auktionskatalog behauptete, dass „Jean Népomucène Auguste Pichauld, Comte de Fortsas“ sehr seltene Bücher gesammelt hätte, nämlich solche, von denen es nur mehr ein einziges bekanntes Exemplar gab. Bei seinem Tod am 1. September 1839 soll er 52 verschiedene Bücher besessen haben. Da seine Erben wenig Interesse an Bibliophilie hatten, hätten sie beschlossen, die Sammlung zu versteigern. Der Verkauf wurde für den 10. August 1840 angekündigt. Die Interessenten wurden jedoch ermuntert, ihre Gebote schon zwei Wochen zuvor persönlich beim Drucker des Katalogs zu hinterlegen. Etliche Sammler mieteten sich in den örtlichen Gasthöfen ein, und bestachen den Drucker, um von der Höhe der jeweils letzten Gebote informiert zu werden.
Am 10. August schließlich mussten die düpierten Sammler feststellen, dass das Notariat, in dem die Auktion stattfinden sollte, nicht existierte und auch nicht die Straße, in der sich sein Büro befinden sollte. In ganz Binche waren Bekanntmachungen ausgehängt, dass es nun doch keine Auktion geben würde, da die Gemeindebibliothek die Sammlung erworben hätte. Wer es unternahm, diese Gemeindebibliothek aufzusuchen, musste jedoch feststellen, dass es in Binche gar keine öffentliche Bibliothek gab. Später wurde aufgedeckt, dass es auch den Grafen von Fortsas nie gegeben hatte.
Schließlich wurde bekannt, dass der Hoax von dem Juristen, Fotografen und Numismatiker Renier Chalon (1802–1889) geplant und ausgeführt worden war, der Gelehrten gerne ausgeklügelte Streiche spielte; er war unter anderem Mitglied der Neuen Société des agathopèdes, einer burlesken Gelehrtengesellschaft, deren Mitglieder eine gewisse Vorliebe für Streiche teilten.
Der Katalog war von Chalon „mit großer Raffinesse auf die Interessen seiner Adressaten zugeschnitten. So wollte die Prinzessin von Ligne unbedingt einen 202seitigen Bericht ihres Vaters ersteigern, der seine »Kämpfe in den Niederlanden samt einem Verzeichnis der eingenommenen Festungen« enthalten sollte, also die Geschichte seiner amourösen Abenteuer, die sie als Tochter nicht in fremden Händen wünschte.“
Ironischerweise wurde der ursprüngliche Katalog fiktiver Einzelbücher, den Chalon an seine Opfer geschickt hatte, selbst zu einer bibliophilen Kostbarkeit, von der nur 132 originale Exemplare existieren. Er wurde später noch öfters nachgedruckt.